# 波哥猪笼草
波哥猪笼草（学名：Nepenthes bokorensis）是柬埔寨特有的热带食虫植物。其存在于柬埔寨南部的波哥山（Mount Bokor），也可能存在于贡布省象山山脉的部分地区。波哥猪笼草的种加词“bokorensis”即来源于波哥山及波哥国家公园。

## 植物学史

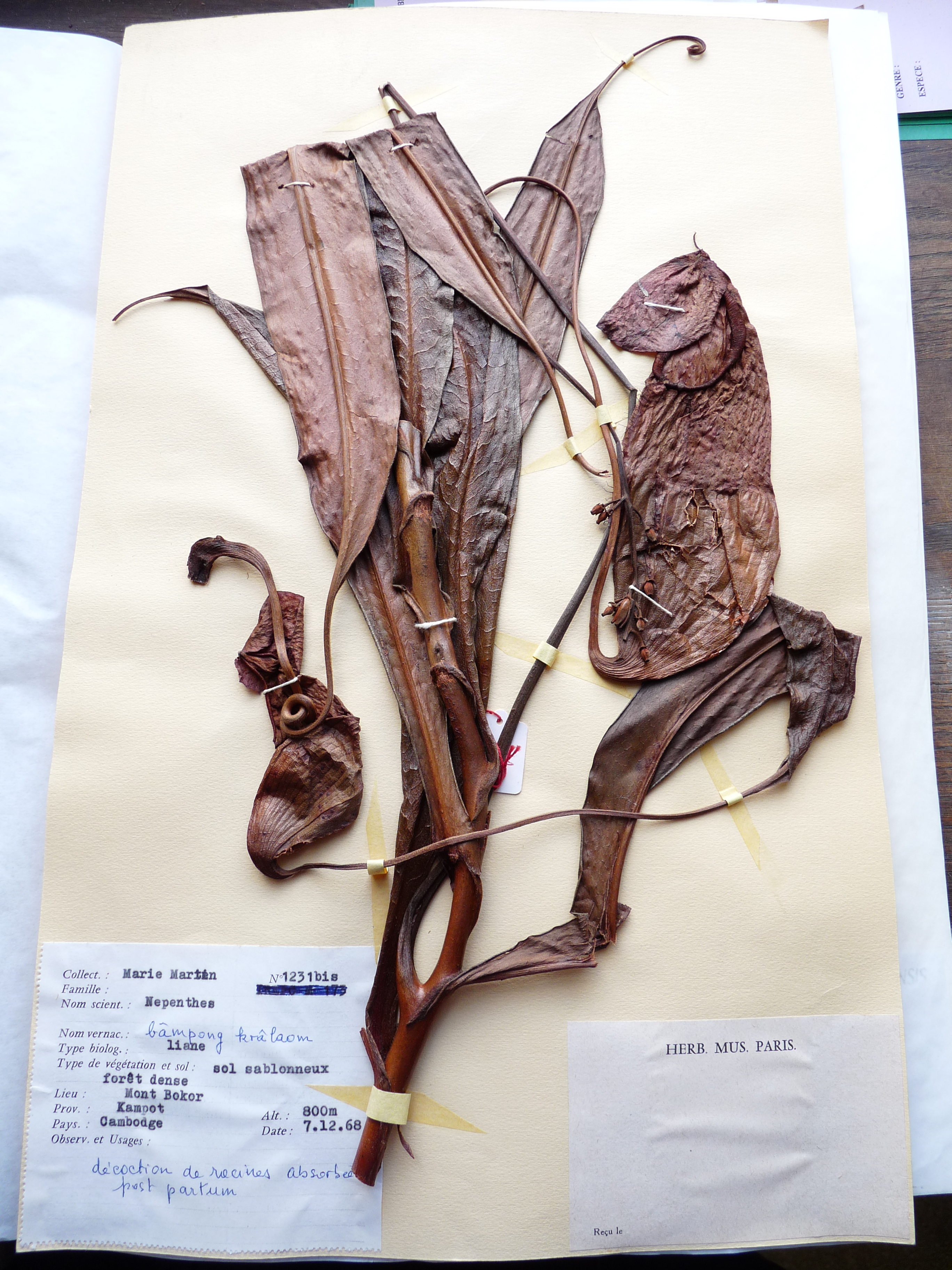
波哥猪笼草的模式标本（M. Martin 1231bis）

虽然波哥猪笼草于2009年才被正式描述，但其早在20世纪初就被发现了。已知最早的波哥猪笼草标本是由法国植物采集者C·若弗雷（C. Geoffray）于1904年1月14日在波哥山的双重瀑布（Popokvil falls）附近采集到的三粉标本。其中两份标本由带下位笼的叶片组成，第三份由带上位笼的叶片组成。这三份标本存放于法国国家自然历史博物馆。
1965年，J·E·维达尔（J. E. Vidal）第二次采集了波哥猪笼草的标本。其由一个带上位笼的植株组成。三年后，玛丽·马丁（Marie Martin）采集了编号为“M. Martin 1231bis”的标本，其中含有下位笼和雌性的花序。2001年，大卫·米德尔顿（David Middleton）和孟·摩尼拉克（Meng Monyrak）采集了带两棵莲座状植株的标本。
2007年7月，弗朗索瓦·萨克洪·梅（François Sockhom Mey）在对于柬埔寨南部的实地考察中，于波哥山发现了波哥猪笼草。几个月后，他在网上公布了大量关于波哥猪笼草的照片。2009年3月，他在澳大利亚食虫植物协会的《澳大利亚食虫植物》中正式描述了波哥猪笼草。并将存于法国国家自然历史博物馆的编号为“M. Martin 1231bis”号标本为指定为模式标本。
此外，奥古斯特·让·巴蒂斯特·谢瓦利埃在1917年采集到的标本也可能是波哥猪笼草。如果这被证实，那么说明波哥猪笼草还存在于象山山脉的部分地区。曼谷森林植物标本馆（BKF）中被鉴定为高棉猪笼草（N. thorelii）的标本可能也属于波哥猪笼草。
2009年6月，马丁·奇克也描述了这个物种，并将其命名为“Nepenthes bokor”，其后来被认为是波哥猪笼草同物异名。
2011年8月，弗朗索瓦·梅和阿拉斯泰尔·罗宾逊一起在波哥山发现了两个波哥猪笼草的巨大分布地，其被命名为“Location B”和“Location C”（原位于路边的分布地被命名为“Location A”）。

## 形态特征

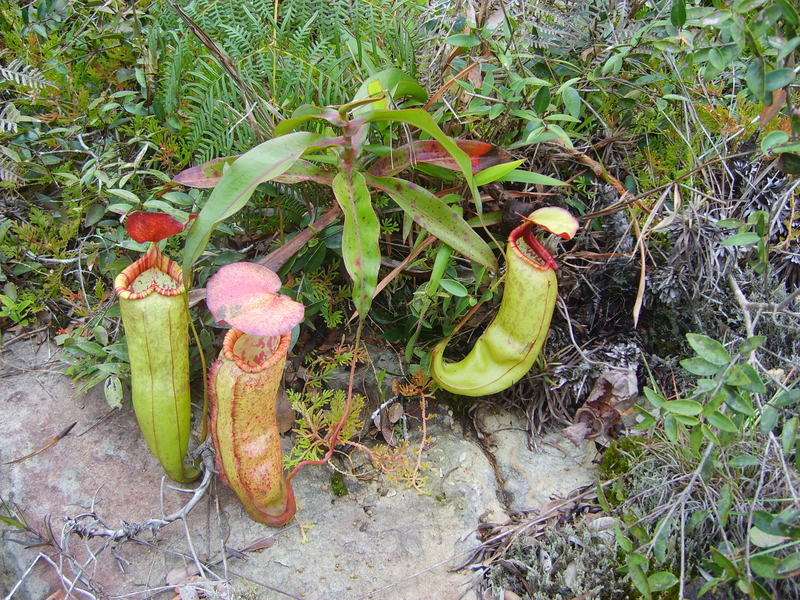
生长于波哥山开阔地上的波哥猪笼草莲座状植株

波哥猪笼草为藤本植物，其可攀爬至7米的高处。莲座状植株及成年植株的下部，茎直径可达0.9毫米，呈圆柱形。攀援部分的茎直径可达1厘米。节间距可达3厘米。
波哥猪笼草的叶片无柄至具小叶柄，革质，呈披针形或线形－披针形，可长达35厘米，宽至8厘米。叶片末端可变性较大，可为急尖至钝尖，偶尔可能为渐尖。叶片渐缩至基部，包裹住茎部周长的四分之三，极少下延。中脉的两侧各有3条纵脉。羽状脉斜发于中脉。笼蔓可长达18厘米，直径至2毫米。上位笼的笼蔓可出现笼蔓圈。

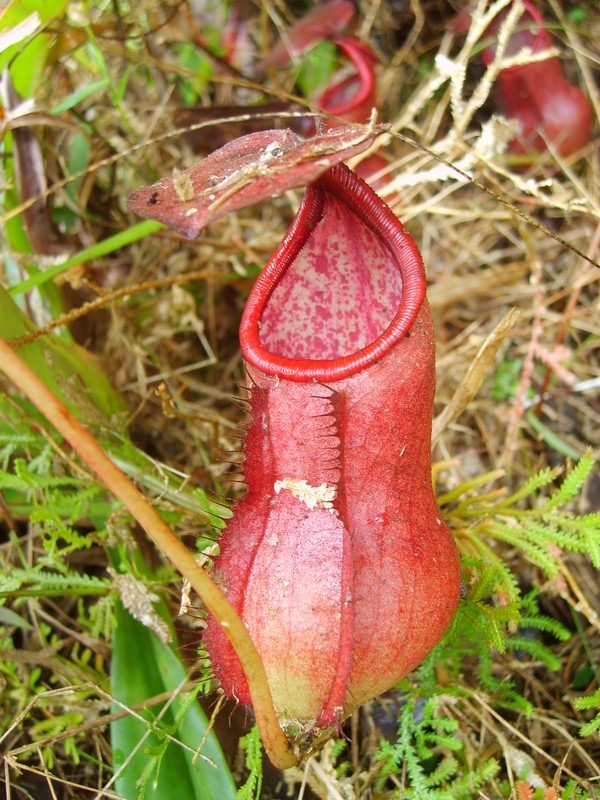
波哥猪笼草的下位笼

波哥猪笼草的下位笼可高达20厘米，宽至6厘米。其下三分之一为卵形，上部缩小为圆柱形或略呈漏斗形。腹面具一对毫米的笼翼，不宽于15毫米。翼须可长达12毫米。笼口倾斜。唇为圆柱形，可宽达20毫米。唇肋间距1毫米，可高达0.8毫米。笼盖为圆形至椭圆形，基部为心形，可长达7厘米，宽至6厘米。笼盖的下表面无附属物，但具有密集的火山口状蜜腺。靠近中线的蜜腺体型最大，直径可达0.5毫米；其余部分的蜜腺较小，且分布较稀疏，直径为0.2至0.3毫米。笼盖基部的后方有一根可长达12毫米的笼蔓尾，其通常不分叉。
波哥猪笼草的上位笼的可变性较大，其可高达25厘米，宽至6厘米，呈漏斗形，基部较窄。笼翼缩小为一对隆起。唇可宽达17毫米，边缘平展。唇肋不如下位笼发达，高仅可达0.4毫米，间距仅为0.5毫米。笼盖与下位笼相似，但略小。其可长达6厘米，宽至5厘米，边缘常呈波浪形。其他部分与下位笼类似。
波哥猪笼草的花序为总状花序，可长达100厘米。一个花序可具80朵花。大部分花梗带一朵花，极少数花梗带两朵花。雄性花序的总花梗可长达70厘米，花序轴可长达30厘米。而雌性花序的花序轴只可达20厘米。花被片为圆形至椭圆形，雄性花序的花被片可长达2毫米，雌性花序的可长达4毫米。雄蕊柄可长达2毫米，子房长约4毫米。果荚通常长10至25毫米，含50至100个梭形的种子，其长约7毫米。
波哥猪笼草所有的营养组织都披被着银色或褐色的毛被，其可长达1毫米。部分位置的毛被较为稀疏，使之看起来似乎无毛。
还不能肯定波哥猪笼草是否具有类似于其他中南半岛地区猪笼草那样发达的根系，但栽培观察表明很可能如此。
本物種外型與柬埔寨當地獨有物種霍尔登猪笼草的外型非常相似，而且在蓋上捕蟲籠蓋以後與人類陰莖酷似，在當地被遊人肆意採摘打卡拍照，惹來當地環境部門關注；但其實這兩者並非相同物種。

## 生态关系

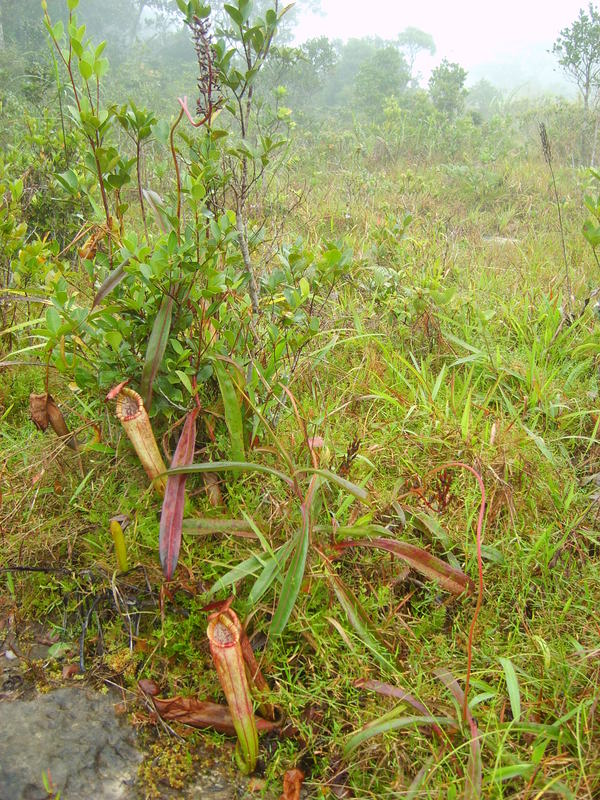
波哥山雨季的高地灌木丛，波哥猪笼草的原生地

仅确定波哥猪笼草分布于柬埔寨贡布省波哥山海拔800米至1080米处。一个尚未确定的标本（Aug. Chevalier 36411）表明波哥猪笼草也可能存在于象山山脉的部分地区。
波哥猪笼草的典型原生地是季节性干旱的高地灌木丛。其也生长于矮小的低地山区森林内。波哥猪笼草生长于有充足直射光的开阔地区，所以植株常矮化，开花时整个植株也很少超过60厘米。还未发现波哥猪笼草与其他猪笼草同域分布，也未发现波哥猪笼草的自然杂交种。
在一些开阔地，波哥猪笼草有时还与其他食虫植物同域分布，如茅膏菜和狸藻。2007年，弗朗索瓦·梅找到的波哥猪笼草与盾叶茅膏菜（Drosera peltata）的红色变型生长于一起，但作者在2009年返回时，原生地已被破坏。2011年于波哥高原（Bokor plateau）波哥猪笼草原生地“Location C”也发现的盾叶茅膏菜与之同域分布。盾叶茅膏菜颜色的可变性较高，可为黄绿色至红色，高度常超过30厘米。此外，波哥猪笼草还与锦地罗，及各种禾本科植物、低矮灌木和岩生兰花同域分布。当地的狸藻物种包括兩裂狸藻（U. bifida）、芳香狸藻（U. odorata）、斜果狸藻（U. minutissima）、圆叶狸藻（U. striatula）、尖葉狸藻（U. subulata）和溼地狸藻（U. uliginosa）。
在波哥山上，波哥猪笼草生长于酸性的砂质土壤中。根据“Middleton & Monyrak 589”号标本的标签显示，其生长的基质pH值约为4.6。

## 食虫性
波哥猪笼草的猎物主要为蚂蚁。2012年一项对波哥国家公园内30个波哥猪笼草捕虫笼的研究显示，其内存在着3个亚科9个属的10种蚁类。多刺蚁（Polyrhachis (Myrma) sp.）是数量最多的类群，约占所有样本的40%，其次为黑可可臭蚁（Dolichoderus thoracicus）和弓背蟻（Camponotus (Tanaemyrmex) sp.）。其研究者认为多刺蚁和弓背蚁可能是波哥猪笼草特别重要的营养来源。
这反映在当地高棉语猪笼草的名称中，贡布省和菩萨市的当地人将其被称为“ampuong sramoch”，意为“蚂蚁坑”。但这个名字并不是特指波哥猪笼草，而是指当地的所有猪笼草。
波哥猪笼草捕虫笼内的消化液为强酸性，“Middleton & Monyrak 589”号标本的标签写道其消化液的pH值可低至2.7。

## 相关物种
波哥猪笼草与其他存在于中南半岛的猪笼草之间存在着密切的近缘关系，特别是贡布猪笼草（N. kampotiana）、斯迈尔斯猪笼草（N. smilesii）和高棉猪笼草。波哥猪笼草与这三者的区别在于其叶片较宽，更接近椭圆形，且其花序偶尔具有带两朵花的花梗。
波哥猪笼草与贡布猪笼草的区别在于，贡布猪笼草的叶片通常无毛。相对于斯迈尔斯猪笼草，波哥猪笼草的捕虫笼质地更坚硬，颜色更丰富，且具有较宽的唇和较长的笼蔓。波哥猪笼草与高棉猪笼草的营养组织有几个方面的不同。首先，波哥猪笼草的叶片无柄至具小叶柄，仅略微的下延。而高棉猪笼草的叶片包住茎部，且叶片的基部下延成两个可宽达2.5厘米的叶柄翼。此外，高棉猪笼草具有卵形的下位笼，而波哥猪笼草的下位笼仅下三分之一为卵形，其余的上部为圆柱形。
波哥猪笼草也表现出与产自泰国的克尔猪笼草（N. kerrii）之间存在着密切的近缘关系。波哥猪笼草与克尔猪笼草的区别在于波哥猪笼草叶片为线形至披针形，而克尔猪笼草的叶片为倒卵形。波哥猪笼草周身具有毛被，而克尔猪笼草的毛被只存在于叶腋。此外，克尔猪笼草的雄蕊柄也短于波哥猪笼草。

## 保护状况
虽然柬埔寨是世界上森林開伐率最高的国家之一，但波哥猪笼草的分布地的环境还相对未受破坏。当时，弗朗索瓦·梅依据世界自然保护联盟的标准，认为波哥猪笼草“潜在易危”。虽然波哥猪笼草生长于波哥国家公园中，但其仍然受到当地旅游业发展的威胁。柬埔寨政府已将波哥山租赁予私人以修建度假村和高尔夫球场。虽然开发商表示会重视环境保护，但波哥山上仍有大片的森林遭到破坏。“波哥城”项目建设使波哥猪笼草的原生地加速消亡。截至2011年，波哥猪笼草的模式产地及新发现的原生地都依然受到当地不断开发的威胁。

## 扩展阅读
- 中南半岛的猪笼草
- 食虫植物照片搜寻引擎中波哥猪笼草的照片 （页面存档备份，存于）

 维基共享资源上的相關多媒體資源：波哥猪笼草
 維基物種上的相關：波哥猪笼草